# Servais Knaven
Servais Knaven (født 6. marts 1971 i Lobith) er en hollandsk tidligere professionel landevejscykelrytter, som kørte for det tyske UCI ProTour-hold Team Columbia.

## Sejre
2005
- Tirreno – Adriatico etape 5

2003
- 17. etape af Tour de France
- Tour de Qatar etape 5

2001
- Paris-Roubaix

1997
- Vinder af Post Danmark Rundt

1995
- Hollandsk mester, landevej